# Hot Money (película de 1986)
Hot Money (conocida en Venezuela como El gran robo) es una película de comedia y crimen de 1986, dirigida por Zale Magder y George McCowan, escrita por Carl DeSantis, Phyllis Camesano y Joel Cohen, musicalizada por John Jones y Rob McConnell, en la fotografía estuvo Stan Mestel y los protagonistas son Michael Murphy, Orson Welles y Ann Lange, entre otros. El filme fue realizado por Shapiro Entertainment y Westfront Productions, se estrenó el 1 de noviembre de 1986.

## Sinopsis
Un ex reo transformado en ayudante del sheriff debe confrontar a su conciencia culpable, que está obsesionada con su nueva identidad después de un robo de un millón de dólares.